# International Union for Conservation of Nature and Natural Resources
De IUCN (International Union for Conservation of Nature, internationale unie voor natuurbescherming) is een internationaal samenwerkingsverband, dat zich bezighoudt met natuurbehoud en het duurzaam beheer van natuurlijke hulpbronnen. IUCN heeft meer dan 1400 leden uit ruim 160 landen. Dit zijn overheden, ngo's, organisaties van inheemse gemeenschappen en wetenschappelijke instellingen. Meer dan 17.000 wetenschappers dragen op vrijwillige basis bij aan het werk van IUCN via zes internationale commissies. De IUCN heeft als enige natuurorganisatie de status van waarnemer (observer) bij de Verenigde Naties.

## Geschiedenis
De IUCN is in 1948 in Fontainebleau opgericht als International Union for Protection of Nature. In 1956 werd de naam gewijzigd in International Union for Conservation of Nature and Natural Resources, afgekort IUCN. Van 1990 tot 2008 werd de naam World Conservation Union gebruikt, met behoud van het acroniem IUCN. Het internationaal hoofdkwartier was aanvankelijk in Brussel, maar bevindt zich sinds 1961 in Zwitserland, sinds 1980 in Gland aan het Meer van Genève. Het IUCN heeft wel een European Regional Office in Brussel. Het IUCN nam het initiatief tot oprichting van het Wereld Natuur Fonds en stond aan de basis van internationale milieuverdragen als CITES, de Conventie van Ramsar en het Biodiversiteitsverdrag. Eens in de vier jaar komen de leden bijeen om het beleid van IUCN vast te stellen en het bestuur te kiezen in de Algemene Assemblee van IUCN. Tegelijkertijd organiseert de IUCN dan het World Conservation Congress, een inhoudelijke conferentie over natuurbehoud, telkens op een andere plaats in de wereld. In 2012 vond dit plaats op het eiland Jeju in Zuid-Korea. De recentste vond van 3-11 september 2021 plaats te Marseille, Frankrijk. Eens in de tien jaar houdt de IUCN een congres over nationale parken. Hier worden de strategieën om de natuur te beschermen in deze parken vastgesteld. Het laatste World Parks Congress vond plaats in 2014 in Sydney, met als thema: Parken, mensen, planeet: inspirerende oplossingen.

## Achtergrond
IUCN heeft zes internationale commissies, die gezamenlijk een internationaal netwerk hebben van meer dan 17.000 wetenschappers op het gebied van behoud van biodiversiteit, beheer van natuurlijke hulpbronnen, milieutechnologie, beleid, recht en voorlichting. Zij dragen bij aan internationale en nationale milieustandaarden en -beleid en begeleiden de acties van overheden en de maatschappij voor het behoud van biodiversiteit en natuurlijke leefomgeving voor de mens.
- Species Survival Commission (SSC)
- World Commission on Protected Areas (WCPA)
- Commission on Education and Communication (CEC)
- Commission on Environmental Law (CEL)
- Commission on Ecosystem Management (CEM)
- Commission on Environmental, Economic and Social Policy (CEESP)

## Rode Lijst

Classificering volgens IUCN

Een van de activiteiten van de IUCN is de jaarlijkse publicatie van de zogenaamde Rode Lijsten. Op deze lijsten staan bedreigde plant- en diersoorten die in aanmerking komen voor beschermende maatregelen. De Rode Lijst uit 2013 kent 20.934 dier- en plantsoorten die, op wereldniveau, met uitsterven worden bedreigd. Ook soorten die al zijn uitgestorven, zijn in de lijst opgenomen; volgens de lijst uit 2013 zijn nu 860 soorten uitgestorven. De Rode Lijst van de IUCN staat bekend als gezaghebbend naslagwerk met betrekking tot de status van de biodiversiteit.
De volgende groepen worden onderscheiden: Uitgestorven (EX = extinct), Uitgestorven in het wild (EW = extinct in the wild), Kritiek (CR = ernstig bedreigd), Bedreigd (EN = endangered), Kwetsbaar (VU = vulnerable), Gevoelig (NT = near threatened = bijna in gevaar), Van bescherming afhankelijk (CD), Niet bedreigd (= veilig = momenteel niet in gevaar = LC = least concern), Onzeker (DD = data deficient) en Niet geëvalueerd (NE = not evaluated).

## Beschermde gebieden
De IUCN gebruikt een in 1978 ingevoerde en in 1994 aangepaste categorisering voor beschermde gebieden:
| Categorie | Aanduiding          |
| --------- | ------------------- |
| Ia        | Natuurreservaat     |
| Ib        | Wildernisgebied     |
| II        | Nationaal park      |
| III       | Natuurmonument      |
| IV        | Biotoop             |
| V         | Beschermd landschap |
| VI        | Ecosysteem          |

## Nederlandse tak
De Nederlandse tak van het IUCN heet IUCN NL (IUCN National Committee of The Netherlands oftewel Nationaal Comité van IUCN). In Nederland telt IUCN ongeveer veertig lidorganisaties. Deze leden bestaan uit natuur- en milieuorganisaties en wetenschappelijke instituten die in Nederland gevestigd zijn, alsmede de Nederlandse staat (het Ministerie van Landbouw, Natuur en Voedselkwaliteit). IUCN NL fungeert als platform voor deze leden, die meermaals per jaar bijeenkomen. Daarnaast voert IUCN NL projecten uit in ontwikkelingslanden op het terrein van natuurbescherming en armoedebestrijding. Ook werkt het aan de vergroening van de Nederlandse economie.
Het Nederlands Comité voor IUCN werd – op initiatief van Peter Nijhoff (toenmalig directeur van Stichting Natuur en Milieu) – opgericht in 1978 door de Nederlandse IUCN-leden. In 1981 werd 'Bewaar de Aarde' gepubliceerd, de Nederlandse vertaling van de World Conservation Strategy uit 1980, waarin het begrip duurzame ontwikkeling werd geïntroduceerd. IUCN NL introduceerde de ecologische voetafdruk in Nederland met onder andere de publicatie van The Netherlands and the World Ecology (1984) en verschillende themakaarten. Sinds 1994 financiert IUCN NL wereldwijd lokale organisaties op het gebied van natuurbeheer en menselijk welzijn onder meer als uitvoerder van het Nederlandse ontwikkelingssamenwerkingsbeleid.
Sinds 2001 draagt IUCN NL met haar landaankoopfonds bij aan het uitbreiden, verbinden en veiligstellen van leefgebieden voor bedreigde soorten door natuurorganisaties overal ter wereld in staat te stellen om bedreigde stukken natuur aan te kopen.
In 2005 nam IUCN NL het initiatief om in samenwerking met onder meer McKinsey en Egon Zehnder Leaders for Nature op te richten, met als doel het bedrijfsleven te betrekken bij biodiversiteit. Dit resulteerde in 2006 een open brief van 85 bestuursvoorzitters en invloedrijke Nederlanders waarin men de politiek opriep te komen met maatregelen rond ecosystemen en economie. In 2007 vroeg IUCN NL de overheid een Taskforce Biodiversiteit en Natuurlijke Hulpbronnen op te richten; in 2009 werd dit gerealiseerd onder voorzitterschap van Hans Alders. Tijdens een conferentie, ter gelegenheid van het 30-jarige jubileum, waarbij Koningin Beatrix aanwezig was, introduceerde IUCN NL The Economics of Ecosystems and Biodiversity in Nederland. Op deze wijze werd de economische waardering van ecosystemen geïntroduceerd bij het Nederlandse bedrijfsleven. In 2011 ging het Platform Biodiversiteit & Bedrijfsleven van start onder leiding van Rein Willems.
In 2024 lanceerde IUCN NL samen met een aantal andere natuurorganisaties het Nationaal Dashboard Biodiversiteit. Dit online Dashboard geeft een overzicht van de staat van de Nederlandse natuur en laat zien of Nederland op weg is de doelen voor biodiversiteitsherstel in 2030 te behalen.
Het kantoor van IUCN NL is gevestigd bij de Hortus Botanicus in Amsterdam. Er zijn ongeveer veertig medewerkers. Sinds 2025 is Liliana Jauregui directeur en sinds 2021 is Angélique Laskewitz voorzitter van het bestuur.
De activiteiten van het IUCN NL zijn:
- Het aanbieden van een kennisnetwerk op het gebied van biodiversiteit en ecosystemen;
- Het stimuleren van nieuwe innovatieve samenwerkingsvormen die het belang van duurzaam beheer van biodiversiteit bevorderen;
- Het, in nauwe consultatie met IUCN-leden en lokale organisaties in zuidelijke landen, bieden van praktische oplossingen aan lokale mensen, bedrijven en overheden rond duurzaam beheer van ecosystemen.